# غارة الهيت
"غارة الهيت" أو "غارة الانبار" هي حملة عسكرية أموية قادها القائد سفيان بن عوف الغامدي بأمر من معاوية بن أبي سفيان عام 38 هجري
| عنوان العمود         | عنوان العمود |
| -------------------- | --- |
| سفيان بن عوف الغامدي | الاشرس بن حسان البكري (قتل بالمعركه) 1. الاحداث في عام 38 هجري أرسل معاوية بن أبي سفيان القائد سفيان الغامدي للأنبار مع سته الالف جندي، فلما بلغ أَهْل هيت قربه منهم قطعوا الفرات إِلَى العبر الشرقي (كذا) فلم يجد (سفيان) بِهَا أحدًا، وأتي الأنبار فأغار عَلَيْهَا فقاتله من بِهَا من قبل علي فأتى عَلَى كثير منهم وأخذ أموال النَّاس وقتل أشرس بْن حسان البكري عامل علي ثُمَّ انصرف. قالب:أنساب الاشراف ج2 ص442 |
| أيقونة بذرة          | هذه بذرة مقالة بحاجة للتوسيع. فضلًا شارك في تحريرها. |